# Заполянский (Липецкая область)
Заполя́нский — посёлок Бигильдинского сельского поселения Данковского района Липецкой области.
Возник не позднее 1932 года, когда в нём проживали 150 человек.
Название — по местоположению за поляной .

## Население
| 1932 | 1997 | 2010 |
| ---- | ---- | ---- |
| 150  | ↘6   | ↘1   |